# Nana Kofi Babil
Nana Kofi Babil (* 4. Januar 2002) ist ein ghanaischer Fußballspieler.

## Karriere
Babil begann seine Karriere beim Medeama SC. Im Dezember 2019 debütierte er für Medeama in der ghanaischen Premier League, als er am ersten Spieltag der Saison 2019/20 gegen den Ebusua Dwarfs FC in der 69. Minute für Ebenezer Ackahbi eingewechselt wurde. In jenem Spiel, das Medeama mit 3:1 gewann, erzielte er auch sein erstes Tor in der höchsten ghanaischen Spielklasse. Bis zur durch die COVID-19-Pandemie bedingten Ligaunterbrechung im März 2020 kam er zu zwölf Einsätzen in der Premier League, in denen er vier Tore erzielte.
Zur Saison 2020/21 wechselte er leihweise zum österreichischen Bundesligisten SCR Altach. Für die Altacher kam er bis zum Ende der Leihe zu zwei Einsätzen in der Bundesliga. Nach dem Ende der Leihe kehrte er zunächst zu Medeama zurück, ehe er im August 2021 die Ghanaer endgültig verließ und nach Slowenien zum NK Aluminij wechselte.